# Kenza Dali

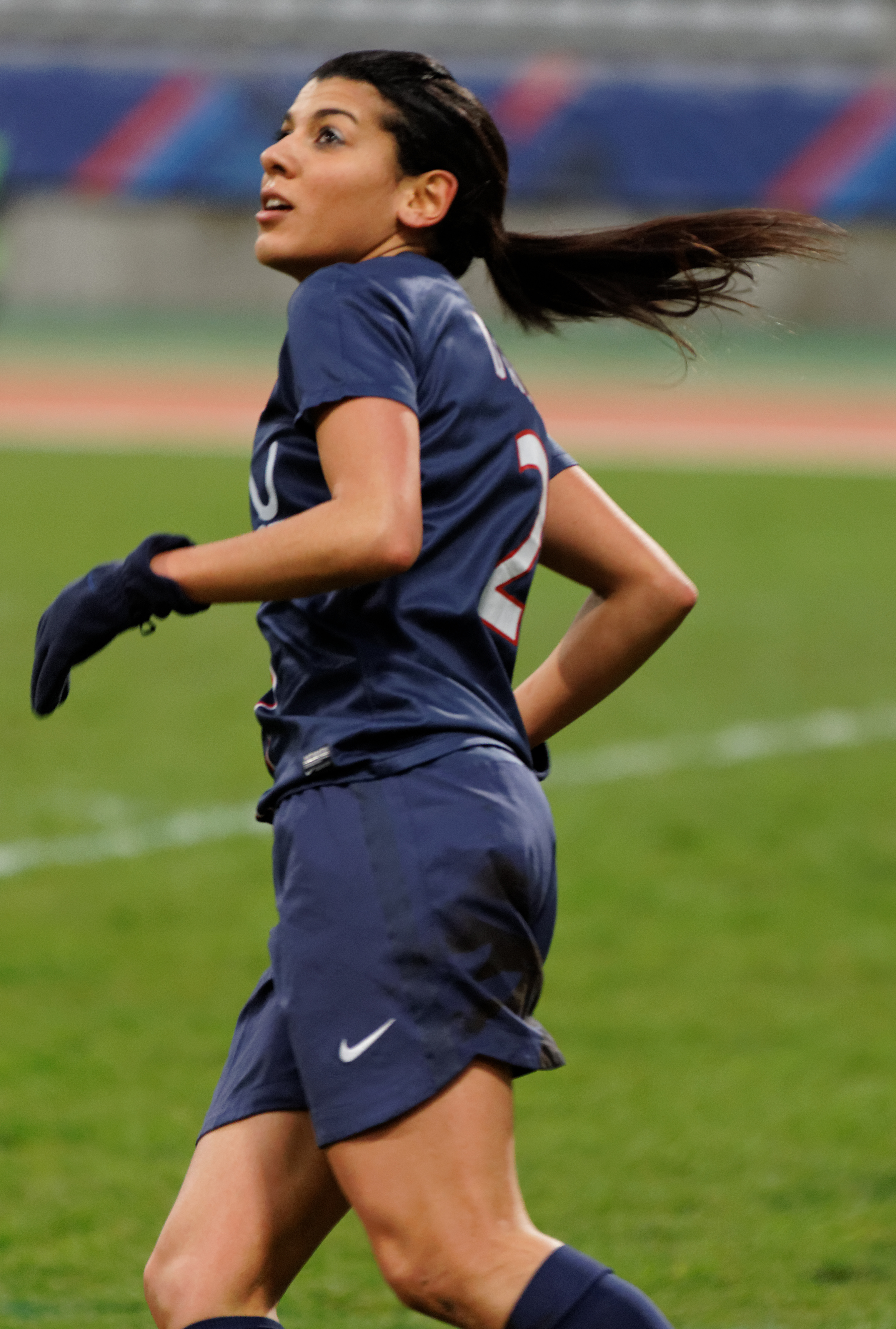
Kenza Dali (2013)

Kenza Dali (* 31. Juli 1991 in Sainte-Colombe) ist eine französische Fußballspielerin.

## Vereinskarriere
Kenza Dali kam als 14-Jährige von einem Amateurverein zur Jugendabteilung von Olympique Lyon, wo sie nur zwei Jahre später zunehmend auch in der zweiten Frauenelf eingesetzt wurde, die in der dritten Liga antrat. 2007 wurde sie zur B-Jugend-Nationalspielerin (siehe unten). Für Lyons Erstligafrauschaft wurde sie im November 2009 bei einem Punktspiel gegen ESOF La Roche während der zweiten Halbzeit eingewechselt. Nachdem dies ihr einziger Einsatz geblieben war, entschloss sie sich ein halbes Jahr später für den Vereinswechsel zum AF Rodez. Dort bestritt die 1,65 m große, offensive Mittelfeldspielerin sämtliche 22 Ligaspiele und hatte wesentlichen Anteil daran, dass der Aufsteiger in der Abschlusstabelle der Saison einen achtbaren sechsten Rang belegte.
Zudem holte sie gleich anschließend der Hauptstadtklub Paris Saint-Germain an die Seine, für den sie in den folgenden vier Spielzeiten bis 2015 in 82 der 88 Punktspiele zum Einsatz kam und darin 33 Treffer erzielt hat. Mit dem PSG wurde sie bisher dreimal Vizemeister (2013 bis 2014). Auch im Landespokal gewann sie noch keinen Titel, stand aber bei dem gegen Lyon verlorenen Finale im Wettbewerb 2013/14 in der Pariser Startelf, ebenso im Endspiel der Champions League 2014/15, das sie mit PSG gegen den 1. FFC Frankfurt mit 1:2 verlor.
Im Sommer 2016 kehrte Kenza Dali zu ihrem Ausbildungsverein Olympique Lyon zurück, wo sie es in der Folge aber vor allem aufgrund einer Knieverletzung schwer hatte, sich einen Stammplatz zu sichern. Im Januar 2018 lieh Lyon sie deswegen an den Liganeuling OSC Lille aus. Nach nur einem halben Jahr zog sie weiter zum Erstliganovizen FCO Dijon und zwölf Monate später zum englischen Super-League-Teilnehmer West Ham United. 2021 erfolgte ein weiterer Wechsel, diesmal zu den Frauen des Ligakonkurrenten FC Everton. Ab 2022 trug Dali während zweieinhalb Jahren den Dress von Aston Villa, bevor sie sich 2025 dem US-Klub San Diego Wave FC anschloss.

### Stationen
- GS Chasse-sur-Rhône (bis 2005)
- Olympique Lyon (2005–2010)
- Rodez Aveyron Football (2010/11)
- Paris Saint-Germain FC (2011–2016)
- Olympique Lyon (2016–Dezember 2017)
- OSC Lille (Januar–Juni 2018)
- FCO Dijon (2018/19)
- West Ham United (2019–2021)
- Everton LFC (2021–2022)
- Aston Villa (2022–2025)
- San Diego Wave FC (seit 2025)

## In der Nationalelf
Den französischen Nationaldress trug Kenza Dali als Jugendliche in der U-17- (fünf Spiele, drei Treffer 2007 und 2008) und der U-19-Auswahl (sieben Spiele, gleichfalls drei Tore, alle 2009). Frauennationaltrainer Bruno Bini holte sie im Frühjahr 2012 in Frankreichs zweite Frauenmannschaft (France B); dann dauerte es annähernd zwei Jahre, ehe Binis Nachfolger Philippe Bergeroo sie darin erneut einsetzte.
Bergeroo berief die Mittelfeldakteurin im November 2013 auch in das französische A-Aufgebot für zwei WM-Qualifikationsspiele gegen Bulgarien, setzte sie dabei aber nicht ein. Ihr erstes A-Länderspiel bestritt Dali dann im Spätsommer 2014, erneut bei einem WM-Qualifikationsmatch (gegen Ungarn), und auch in den beiden nächsten, entscheidenden Begegnungen, jeweils gegen Finnland, berücksichtigte Bergeroo sie – und das sogar in Frankreichs Startformation. Ihr erster Torerfolg ist Kenza Dali Ende 2014 mit dem Treffer zum 2:0-Endstand gegen Brasilien gelungen. Sie gehörte zum Kader für die Weltmeisterschaft 2015 in Kanada und wurde in der Gruppenphase des Turniers bei zwei Spielen eingesetzt. Es folgte eine verletzungsbedingte zehnmonatige Pause, ehe Bergeroo sie im Frühjahr 2016 wieder berücksichtigte. Für das olympische Fußballturnier 2016 nominierte der Trainer Dali als eine von vier Reservistinnen, die im Bedarfsfall in den französischen Kader nachrücken. Auch unter dem seit September 2016 amtierenden Bergeroo-Nachfolger Olivier Echouafni gehört sie anfangs zum A-Aufgebot Frankreichs, ehe eine fast zweijährige Unterbrechung ihrer internationalen Karriere eintrat. Erst im Herbst 2018 – mittlerweile trainierte Corinne Diacre die französischen Frauen – trug sie wieder den blauen Dress und zählt auch zum Aufgebot für die Europameisterschaft 2022.
In ihren bisher 45 Länderspielen erzielte Dali neun Tore, überwiegend mit Distanzschüssen. (Stand: 10. Juli 2022) Ihr siebter Treffer, mit dem sie im Oktober 2021 gegen Estland den Endstand von 11:0 herstellte, war zugleich der eintausendste in der französischen Frauen-Länderspielgeschichte.
Sie wurde für die WM-Endrunde 2023 in Australien und Neuseeland nominiert, in jedem der fünf Spiele ihres Teams eingesetzt und schied mit der Mannschaft im Viertelfinale nach Elfmeterschießen gegen die Australierinnen aus. Sie erzielte ein Tor während des Turniers.

## Palmarès
- Französische Meisterin: 2010, 2017 (zudem Vizemeisterin 2013, 2014, 2015, 2016)
- Französische Pokalfinalistin: 2014
- Champions League: Finalistin 2014/15